# Col de Jaman
Le col de Jaman est un col de montagne à 1 511 m d'altitude des Alpes suisses. Il est situé dans le canton de Vaud, dans les hauteurs montagneuses de la ville de Montreux et au pied de la dent de Jaman.
Le franchissement du col en automobile n'est pas possible, il s'agit d'une voie sans issue.

## Faune
Depuis les années 1990, le col de Jaman recueille un projet ornithologique qui consiste à capturer, identifier et baguer oiseaux et chauves-souris passant chaque été par le col. Tous les ans, ce sont plus de 10 000 oiseaux d'environ 80 espèces différentes qui sont ainsi identifiés.

## Histoire
Ce col était utilisé par les paysans de l'Intyamon et du Pays-d'Enhaut pour transporter le Gruyère jusqu'à Vevey. De là, le fromage pouvait être exporté jusqu'à Lyon par barque, route et péniche.

## Activités
Un restaurant, le Manoïre, se trouve au col de Jaman. Il est exploité par le cuisinier Frédéric Médigue, ancien étoilé au Guide Michelin.